# Le Chien de minuit
Le Chien de minuit est un roman policier et un roman socialde Serge Brussolo, paru en 1994 dans la collection Le Masque. Il remporte la même année le prix du roman d'aventures.
Il se présente comme un thriller additionné d'une pointe de romance, doublé d'une étude psychologique sur la déchéance humaine, ses facteurs, ses manifestations, ses remèdes aussi, et à ce propos, d'un roman d'apprentissage : celui de David.

## Titre
Le gardien Dogstone est surnommé « Chien de Minuit » en raison de son patronyme (« Dogstone » = « Chien de pierre ») mais aussi sa physionomie. En effet il évoque un pitbull tant par la force et la méchanceté (les gangs savent qu'il tue les grimpeurs), que pour son physique puissant et pour ses habitudes. Il arrive invariablement sur la terrasse à minuit pour y faire le ménage.

## Sujet du roman
Paru en 1994, le roman de Serge Brussolo suit de près l'épisode sanglant des émeutes raciales de Los Angeles qui ont éclaté en avril 1992. Celles-ci attiraient l'attention sur les conditions sociales extrêmes du South Los Angeles et de la plupart des très grandes métropoles américaines.
Critique acerbe de la société américaine, le roman dénonce le violent contraste social qui oppose les sans abri des grandes villes américaines et les "yuppies", dans leurs résidences bunkérisées, ces derniers bénéficiant, pour leur protection, de l'alliance d'un personnel impitoyable et d'une police complaisante.
Le cœur de l'action se situe dans la nuit de Los Angeles, dont la représentation n'est pas sans évoquer le climat de La nuit du dessinateur de B.D. Philippe Druillet. Citation, p 21 : « (…) la rue c'était la barbarie qui recommençait à chaque coucher de soleil. Un saut en arrière dans le temps, le retour à l'âge des cavernes. (…) les fauves commençaient à sortir des tanières. Des fauves sur deux pattes ou circulant dans de grosses voitures roulant tous feux éteints. »
À travers la fin tragique d'un jeune chef de gang noir, puis la misérable odyssée d'un romancier déchu et réduit à ce statut, l'auteur décrit l'existence des SDF américains, d'abord dans la rue (limbes où survit ou meurt la masse des épaves de la société américaine, exposée à toutes les humiliations et à toutes les menaces urbaines, dont la pollution n'est pas la moindre) puis dans l'espace compartimenté des toits d'immeubles, où l'air est plus sain, les menaces plus réduites, mais le péril d'un autre genre : il faut parvenir à se ravitailler, surmonter le vertige, exceller en escalade et en équilibrisme, et être capable de se faire respecter et de protéger son territoire. Seuls les plus vigoureux peuvent espérer y parvenir… un temps.
Brussolo évoque aussi, brièvement, le monde des serviteurs latinos soumis à un quasi-esclavage et à toutes les pressions. On apercevra enfin un exemple des exclus de la périphérie hispanique de Californie, à travers le motel écarté et délabré - mais propre - tenu par Mama Rosita.

## Personnages
Par ordre d'apparition dans le roman :
- Bambata N'koula Bassaï (le Guerrier de la Nuit), nom de guerre de Jedediah Wayne Paulson, 23 ans, Noir, enfant de la rue et des slums[2], chef de gang grâce à sa remarquable condition physique, est acculé par le défi de ses vassaux à l'exploit surhumain d'escalader à mains nues, de nuit, les quarante étages de la façade du luxueux immeuble du 1224 Horton Street, afin de d'inscrire son empreinte au sommet de ce bunker de « WASP ». Il y parvient, mais peu après son arrivée sur le toit, il en est précipité par son meurtrier.

- David, sans abri apathique et faible qui erre dans les rues et doit une certaine renommée à ses qualités de conteur exceptionnel, très appréciées des misérables exclus, voit, au hasard de ses errances, le cadavre du jeune Noir, et croise, ce qui l'impressionne désagréablement, le regard du gardien. C'est un ancien écrivain timide et lunaire, handicapé depuis l'enfance par une allergie au soleil, incapable de s'intégrer, qui a été placardisé et spolié de son oeuvre romanesque - un best-seller prétendument trop "féminin" pour un auteur masculin - par son éditrice, l'orgueilleuse Eather Spengley (qu'on ne verra qu'à travers ses souvenirs) puis jeté à la rue lorsqu'il a prétendu un peu trop tard faire valoir ses droits. Trop rêveur pour la société américaine et marginalisé depuis toujours, il manque dramatiquement d'assurance, mais cette aventure va l'amener à se reprendre : au terme de son épopée, il en publiera le récit et se fera connaître.

- Ziggy, son compagnon, guide et protecteur est un ancien surfeur chassé du rivage par les gangs qui s'y sont imposés, et par ses crises de perte d'équilibre (tumeur cérébrale ?), mais qui a su conserver ses qualités physiques. Il est animé par une passion exclusive : faire un acte de "décréation" artistique en tuant une femme parfaite et en prenant soin d'en détruire le visage. Il la recherche méthodiquement et conserve soigneusement dans ce but une arme à feu (dans un long étui de cuir dont David doute longtemps qu'il contienne vraiment une arme) et une unique balle de gros calibre (dans un écrin de bijoutier).

- Mokes, ancien trapéziste et directeur de cirque, est contraint de se cacher de la police car il a incendié son propre cirque acculé à la faillite après qu'il a été blessé. C'est, lui aussi, un grand sportif, maître de roller sur toit et de saut (à la perche) d'un immeuble à l'autre. C'est un meneur d'homme également. Son but, qui ne se révèlera que graduellement, est d'escalader le 1224 Horton Street, afin de le conquérir comme territoire et de s'imposer aux autres gangs, mais surtout, c'est de tuer le gardien de cet immeuble, le "Chien de Minuit", qui se fait un devoir et un plaisir de précipiter dans le vide tous ceux qui tentent de mettre un pied sur SA terrasse. Ce sont des meurtres caractérisés mais la police conclut invariablement à des tentatives de cambriolage qui ont mal tourné, et la population de la rue clame son accord avec toute rétorsion efficace contre la menace représentée par les "frontclimbers"[3] (p18)

- Ses deux jeunes acolytes sont Bushey, et le déplorable Pinto, qui commence par plaider en faveur de David, pour intégrer dans la bande "un histro ... un histrio ..." un historiographe de qualité, mais dont la jalousie causera la mort de Ziggy et manquera de peu de causer celle de David. Mokes le précipitera dans le vide pour cette double trahison.

- La jeune et belle Lorrie, résidente d'un appartement avec balcon (et matelas d'eau sur le balcon) qui est devenue à son insu l'objet de la passion amoureuse étrange, platonique et meurtrière de Ziggy. Tous la croient d'abord riche puisqu'elle habite au 1224 Horton Street. Mais en réalité, elle n'est là que pour garder l’appartement d'Eather Spengley durant un séjour de trois mois de celle-ci en Europe. Lorrie porte aussi une blessure secrète : son frère est mort à l’âge de 17 ans après avoir été paralysé pendant plusieurs années, les reins brisés par un propriétaire de chevaux psychopathe ; mais terrifiée par l'homme, elle n'a pas eu, plus que son père, le courage de le venger. Illustratrice dans la maison d'édition d'Eather Spengley, elle avait éprouvé de la sympathie pour David, mais n'ait pas su attirer l'attention de ce grand rêveur.

- Dogstone (le "Chien de Minuit"), de son vrai nom Frank Morton Dogstone[4] est le  gardien de l’immeuble du 1224 Horton Street. C'est un ancien du Vietnam à la puissance physique, à la carrure et au faciès impressionnants. Il continue sa guerre au bénéfice des riches Yuppies qui résident dans l'immeuble et dont il règle absolument tous les petits problèmes domestiques. Il mène la lutte contre tous nuisibles, animaux ou humains, à la satisfaction de tous les résidents. Comme ses maîtres, il écrase de son mépris les pauvres, parmi lesquels il range Lorrie, à ses yeux simple domestique d'Eather Spengley.

- Esteban Curador : Hispanique, chef d'équipe de nettoyage au service du 1224 Horton Street, qui jouera, par sa vulnérabilité face aux menaces concernant sa famille et par sa peur de la Mafia[5] un rôle crucial dans l'aventure finale de David ... et la résolution de ses problèmes.

- Mama Rosita : Mexicaine, fidèle amie de Lorrie, les accueille généreusement, elle et David, dans son motel écarté, alors qu'ils fuient Los Angeles après le désastre du 1224 Horton Street et la mort de Mokes et de Dogstone. C'est une ancienne domestique du père de Laura, qui en a fait sa maîtresse. Les deux femmes ont gardé des liens de grande affection.

## Résumé
Le roman est composé de 15 chapitres.
Cette chronologie rend compte de l'enchaînement des faits mais aucun des protagonistes n'est très capable d'en mesurer avec précision les durées, excepté tout à la fin, David, dont on suit les aventures, ayant enfin acquis la conscience du temps et la maîtrise de son destin.
- Flash-back en début de roman

David, professeur de lettres maltraité par ses élèves (il est en secteur difficile), se réfugie dans l'écriture d'une romance historique sous la Guerre de Sécession. Son livre plaît à Eather Spengley, directrice de la maison d'édition Sweet Arrow qui le publie et en fait un best-seller mais impose à David un contrat léonin  dont il se satisfait, trop heureux d'échapper à son métier ingrat. Ce contrat le placardise, l'obligeant à renoncer au statut d'auteur au profit d'une jeune femme jugée en quelque sorte plus "bankable " et dont il a l'imprudence de tomber amoureux. Pris d'une crise de jalousie à la suite d'un article de presse people, le timide auteur fait un scandale, dénonce la supercherie et se retrouve licencié par Eather Spengley et poursuivi pour violation de contrat. Il perd tout : son argent, son logement, ses biens, son statut social relativement privilégié, et se retrouve à la rue.
Dans son infortune, il a la chance de gagner la protection de Ziggy, un surfeur déchu mais physiquement très en forme encore, car David est - outre un compagnon inoffensif - un merveilleux conteur, ce qui en fait une source de revenus assurée dans l'univers des clochards. David, timide introverti qui a sombré dans son univers onirique ne pourrait survivre longtemps sans lui. Dizzy est très vigilant mais souffre de son propre dérangement mental : outre ses crises de perte d'équilibre, il est obsédé par le projet de tuer - dans un but artistique - une femme parfaite. Il garde en permanence à cet effet une arme de précision et une unique balle.
- Flash-back en fin de roman

Parallèlement, Lorie, illustratrice faiblement rémunérée et passablement marginalisée aux éditions Sweet Arrow, est choisie par Eather Spengley, pour gardienner gratuitement trois mois durant son splendide appartement au 30ème étage du 1224 Horton Street. Très vite, elle en vient à soupçonner le gardien de l’immeuble d'être le meurtrier de tous ces jeunes gens qui s'écrasent en nombre anormal au pied de l'immeuble. mais elle se sent bien incapable de partager ses soupçons avec la police, elle qui, dans sa jeunesse, n'a pas su, plus que son père, venger son frère, détruit dès l'enfance et rendu paralytique par un propriétaire de chevaux  irascible. Elle est pauvre, le gardien lui est hostile et comme il ne l'autorise pas à accéder à la piscine du toit, elle se console avec le waterbed installé sur le balcon de l'appartement.
- Début du récit

Bambata, chef de bande, est soumis bien malgré lui à un défi, sorte d'ordalie pour la conservation de son leadership. Il lui faut escalader les quarante étages du  1224 Horton Street,. Arrivé au sommet, à peine reposé et penché vers la rue pour grafer la marque probante à l'extérieur de l'immeuble, il est jeté dans le vide par un individu. Il s'écrase dans la rue, plus de cent mètres plus bas. La police conclut à un accident lors d'une tentative de cambriolage avortée. David et Ziggy ont le temps de contempler sa dépouille et David croise le regard inquiétant du gardien.
Quelque temps plus tard, les tensions urbaines s'aggravant à la suite de la mort suspecte de Bambara, très idolâtré par les jeunes Noirs, Ziggy juge préférable de gagner les toits, aventure d'ailleurs risquée, mais il est vital, désormais, de s'exposer le moins possible à la barbarie croissante de la rue. L'expédition vers les hauteurs est un succès. Ziggy en vient à révéler à David dans quel but il examine si constamment les jeunes femmes à la jumelle - sans qu'aucune préoccupation salace n'apparaisse : son rêve est de tuer une femme parfaite en détruisant son visage. Une sorte d'oeuvre d'art à rebours. David attribue le projet à une rêverie sans objectif réel, quoiqu'il se demande bien si l'étui de cuir qui ne quitte pas Ziggy contient ou non le fusil dont il parle.
Il s'avère que David et Ziggy ont atterri sur le territoire du dangereux trio de skatters d'altitude formé par le vieux Mokes et ses deux jeunes acolytes. Flairant en Ziggy un élément utile à ses projets - qui ne se révèleront qu'un peu plus tard - il le soumet à une épreuve de skatting de haut vol, que celui-ci remporte, et admet les deux dans son petit gang, puisque l'un des jeunes, Pinto, est enthousiasmé d'avoir le conteur avec eux et que Ziggy tient à lui.
Tout le monde est amené à surveiller le 1224 Horton Street car depuis la mort de Bambata, le jardin du dernier étage est le territoire qu'il faut impérativement remporter pour obtenir la position de gang dominant ... et échapper à l'hostilité du gang concurrent des Noirs. Mais pour cela, il faut tuer le Chien de Minuit, c'est-à-dire Dogstone, le gardien.
Ziggy accepte de s'entraîner à escalader la façade de l'immeuble, et s'y offre quelques incursions spectaculaires.
A l'occasion de cette surveillance, Ziggy repère bientôt LA beauté absolue qu'il veut pour sa performance artistique. Il s'agit de la ravissante occupante du 30ème étage, dont la physionomie émeut d'autant plus David qu'il est resté compatissant et incapable de tuer ou de laisser tuer une innocente, et surtout qu'il la reconnaît grâce à son carton à dessin : il se souvient d'un prénom, Lorrie. Il l'a rencontrée chez son éditrice.
Tout s'accélère : Mokes a préparé un plan d'action pour conquérir la terrasse de l'immeuble : c'est Ziggy qui va escalader l'immeuble à l'heure convenable, se dissimuler, attendre le Chien de Minuit et le tuer. La mission est dangereuse et Ziggy exige de David qu'au cas où il y resterait, il tue à sa place la jeune femme, Lorrie. Dérouté, mais sans intention de remplir son serment, David promet.
Ziggy réussit l'exploit sportif, mais au moment où il se hisse sur le parapet de la terrasse, Dogstone lui écrase les doigts à la batte de base-ball. Ziggy tombe, laissant des traces sanglantes sur le parapet. David accompagné des deux jeunes, Bushey et Pinto, descend pour voir la dépouille de son ami et se montre incapable de révéler à la police de ce qu'il a vu. Bien lui en prend, d'ailleurs, puisqu'il découvre la complicité des flics et du gardien et qu'il n'aurait pas pu compter sur l'appui de Bushey et de Pinto.
Grand deuil au sein du gang. David, qui par ailleurs craint pour son avenir puisqu'il a perdu son protecteur, se découvre intensément soulagé : la jeune femme n'a plus rien à craindre. Mokes  exprime clairement ses soupçons à l'égard de Pinto dont il pressent que sa jalousie l'a poussé à moucharder Ziggy en téléphonant à Dogston. Mais il y a urgence : le gang des Noirs se moque d'eux et ne reconnaît pas l'exploit de Ziggy. Bientôt Mokes se remet en selle et concocte un nouveau plan : David est bien incapable d'escalader les 40 étages de l'immeuble, et toutes les portes et l'ascenseur sont sous le contrôle du gardien, qui se déplace avec une carte-clé magnétique. Mais, une fois nettoyé, coiffé et rasé, David est d'allure rassurante ; il sait parler. En faisant pression sur le chef de l'équipe de nettoyage de l'immeuble, il est possible de l'y introduire au nez et à la barbe de Dogston avec l'équipe. Il suffira qu'il attende le gardien dans le cabanon à outils de la terrasse avec le fusil et l'unique munition de Ziggy, et qu'il le tue à faible distance. Grâce à une minutieuse terreur imposée aux enfants d'Esteban Curador, travailleur honnête, mais pas très en règle, à qui l'on fait croire en outre qu'il a affaire à la mafia, le gang de Mokes obtient sa complicité.
Le plan réussit en dépit des angoisses de David qui n'a pas pu s'y soustraire, et le voici caché dans le cabanon, derrière des bidons et totalement incapable par nature, d'assassiner quiconque. Dogstone le découvre et lui révèle que c'est Pinto qui l'a prévenu de l'ascension de Ziggy et de sa venue, juste avant de l'envoyer ad patres par dessus le parapet.
David reprend conscience, horriblement douloureux, la hanche déboîtée, le visage éraflé, dans une chambre blanche : il est tombé par chance sur le matelas d'eau du balcon du 30ème étage et il est soigné par Lorrie en personne. Elle lui confie sa défiance du gardien. Ils échangent des souvenirs sur Sweet Harrow et l'on découvre que Laurie n'a rien d'une grande bourgeoise et  n'est pas admise parmi les « gens d'ici » (des yuppies , des "aristocrates", petite leçon de Laurie sur la mentalité des "Golden Boys"). On apprend aussi qu'elle avait  trouvé David émouvant du temps de son travail au placard de Sweet Arrow, mais avait renoncé à attirer son attention tant il était comme absent. Ces deux-là ont beaucoup en commun.
David a besoin de temps pour se remettre. C'est avec retard qu'il réalise qu'ils sont à la merci du Chien de Minuit, bien que le store blindé du balcon les protège de toute incursion. Aucun secours à attendre des résidents, contents des services de Dogstone et frileux face à toute idée de scandale, aucun espoir à fonder sur la police, complice. Eather Spengler ne reviendra pas avant un mois et nul ne s'inquiètera de l'absence de Laurie. Dogstone contrôle toute l'infrastructure du bâtiment et en particulier le téléphone, l'eau, l'électricité, la climatisation, qu'il s'empresse de couper, organisant un blocus en règle, aggravé par la chaleur de l'été californien. Les provisions et l'eau s'épuisent très vite.
Lorrie est manifestement consciente de son statut de témoin gênant. Elle a sauvé David, et, craignant Dogstone, elle ne l'a pas immédiatement appelé quand il a atterri sur le balcon et ne répond pas à ses appels derrière la porte. Elle est donc vouée à une disparition facile à organiser pour le concierge. David a cependant quelque mal à se convaincre qu'elle ne va pas céder aux appel de Dogstone et se rend bien compte qu'il est la source de ses problèmes.
La cohabitation des deux victimes se fait dans des conditions de plus en plus effroyables. En définitive, Dogstone, qui aime régler rapidement les problèmes, et qui a pris la mesure de son pauvre adversaire, lui propose de régler l'affaire à la loyale, par un duel façon western sur la terrasse. Cette tentative oblige Laurie a surmonter l'une de ses peurs : elle réduit la luxation de la hanche de son compagnon d'infortune qui va pouvoir affronter Dogstone. Celui-ci semble respecter la règle du jeu qu'il a instaurée, mais les dés sont pipés : si David peut effectivement l'affronter avec le fusil qu'il porte en bandoulière et qui ne l'a pas quitté, Dogstone, ancien du Vietnam, a mis un gilet pare-balles militaire et n'est pas  sérieusement blessé par le tir de David. Il lui porte quelques coups, se complet à lui exprimer son mépris et lui annonce qu'il va le noyer "comme un chaton" dans la piscine ... à cet instant surgit Mokes.
Celui-ci, ayant compris la trahison de Pinto, l'a tué puis s'est lancé dans l'ascension de la façade de l'immeuble, qu'il a réussie. Planqué dans le cabanon, il a attendu patiemment son heure. C'est lui qui, finalement, affronte le "Chien de Minuit" et tous deux tombent enlacés dans le vide.
Laurie a cette fois pris son courage à deux mains et, utilisant la carte-clé magnétique que Dogstone avait posée en évidence, comme un appas, elle évacue David, derechef blessé, avant l'arrivée de la police. Elle l'emmène à quelques heures de route de Los Angeles, dans le motel délabré de Mama Rosita, ancienne domestique au ranch du père de Laura.
Elle décide de rompre définitivement avec Los Angeles et le monde pourri des Yuppies. Elle se tourne vers le Mexique où la famille de Mama Rosita va l'accueillir, et où l'attendent, en tant qu'artiste-peintre, diverses possibilités. Elle quitte David, jugeant qu'« on ne peut rien bâtir de bon en s'appuyant sur un cauchemar ».
La presse a salué le sacrifice du courageux concierge qui a sauvé l'immeuble d'un pyromane. Une plaque à son nom sera apposé dans le hall, payée par une collecte des locataires du 1224 Horton Street.
Quatre jours après le départ de Lorrie, David emprunte à Mama Rosita une vieille machine à écrire. Installé au soleil que sa peau - fait nouveau - supporte parfaitement, il écrit son nouveau roman, intitulé Le Chien de Minuit. En deux jours, le synopsis est fini. Il l'adresse avec un premier chapitre aux éditions Black Blade Press. Un certain temps plus tard, l'éditeur accepte son projet, lui envoie 2 000 $ à titre de réservation et lui propose de discuter des conditions du contrat. Six mois plus tard, il est édité sous son véritable nom. Son livre a un succès tel qu'il va être porté à l'écran. Et le roman (celui de Brussolo) s'achève sur une carte postale venue du Honduras : Laurie le félicite et lui laisse espérer la possibilité qu'ils se revoient.
- Fin du roman et bilan

David et Lorrie sont sauvés, Lorrie se reconstruit en Amérique latine où elle peut exercer son art dans un registre qu'elle aime, David surmonte toutes ses faiblesses et parvient enfin à la notoriété qu'il mérite, grâce à la publication d'un roman issu de sa terrible aventure dans l'univers des sans-abris. Peut-être même va-t-il revoir Laurie.
Esteban Curador, faute d'accusateur, gardera sans doute son emploi ; le Chien de Minuit ne tuera plus personne, Ziggy  et Pinto non plus.
Juste retour des choses, Eather Spengler va retrouver son bel appartement dans un état effroyable. Elle et ses amis de la résidence ne bénéficieront plus des services un peu trop poussés du défunt concierge.
Évidemment, aucune véritable remise en cause de l'effroyable système social urbain américain n'apparaît le moins du monde envisageable. Certains lecteurs ont souligné une proximité du récit de Serge Brussolo avec l'univers du roman d'anticipation American Psycho de Bret Easton Ellis.

## Récompense
Le Chien de minuit reçoit le prix du roman d'aventures en 1994.